# Jess Kerr
Jess Kerr (* 18. Januar 1998 in Wellington) ist eine neuseeländische Cricketspielerin, die seit 2020 für die neuseeländische Nationalmannschaft spielt.

## Kindheit und Ausbildung
Kerrs Großvater, Bruce Murray, spielte Test-Cricket für Neuseeland. Ihr Vater, Robbie Kerr, und ihre Mutter, Jo Murray, spielten beide für Wellington (Männer- und Frauenteam). Ihre drei Jahre jüngere Schwester Amelia Kerr spielt heute ebenfalls in der Nationalmannschaft. Zunächst spielte sie daheim, nahm jedoch mit 13 Jahren mit ihrer Schwester an einem Cricket-Camp teil. Danach waren sie beide Teil verschiedener Jungen-Teams, bevor sie am Tawa College wieder zusammen spielten. Sie hatte früh mit gesundheitlichen Problemen zu kämpfen, neben Typ-1-Diabetes auch Fazialislähmung. Sie betrieb in der Jugend auch Langstreckenlauf, zog sich dabei jedoch Fußprobleme zu und musste operiert werden. Im letzten Jahr an der Highschool wurde sie von einem Selektor von Wellington entdeckt, der sie ins Team holte, wo sie zusammen mit ihrer vor ihr aufgenommenen Schwester spielte. Unter anderem lebte zu der Zeit die spätere englische Nationalspielerin Fran Wilson mit der Familie.

## Aktive Karriere
Beim New Zealand Cricket Women’s Twenty20 2019/20 war sie die Spielerin, die die meisten Wickets erreichte. Daraufhin wurde sie für die Nationalmannschaft nominiert und gab ihr Debüt bei der Tour gegen Südafrika im Januar 2020 im WODI und WTwenty20. Im Sommer 2020 sicherte sie sich ihren ersten Vertrag mit dem neuseeländischen Verband. Auf der Tour in England im Sommer 2021 konnte sie im ersten WODI 3 Wickets für 42 Runs erreichen. Im Februar 2022 konnte sie bei der Tour gegen Indien im ersten WODI 4 Wickets für 35 Runs erzielen. Im Februar 2022 wurde sie für den Women’s Cricket World Cup 2022 nominiert. Sie war dort an allen sieben Spielen beteiligt und konnte gegen die West Indies (2/43) und England (2/36) jeweils zwei Wickets erzielen. Die Commonwealth Games 2022 verpasste sie, nachdem sie eine Fußverletzung erlitten hatte. In der Saison 2022/23 gelang ihr bei der WODI-Serie in den West Indies drei (3/29) und gegen Bangladesch vier (4/23) Wickets. Sie war auch Teil des Kaders beim ICC Women’s T20 World Cup 2023 und konnte dort in vier Spielen insgesamt zwei Wickets erzielen.